# Microgoniella flavoapicata
Microgoniella flavoapicata är en insektsart som beskrevs av Melichar 1951. Microgoniella flavoapicata ingår i släktet Microgoniella och familjen dvärgstritar. Inga underarter finns listade i Catalogue of Life.